# دوقية كبرى

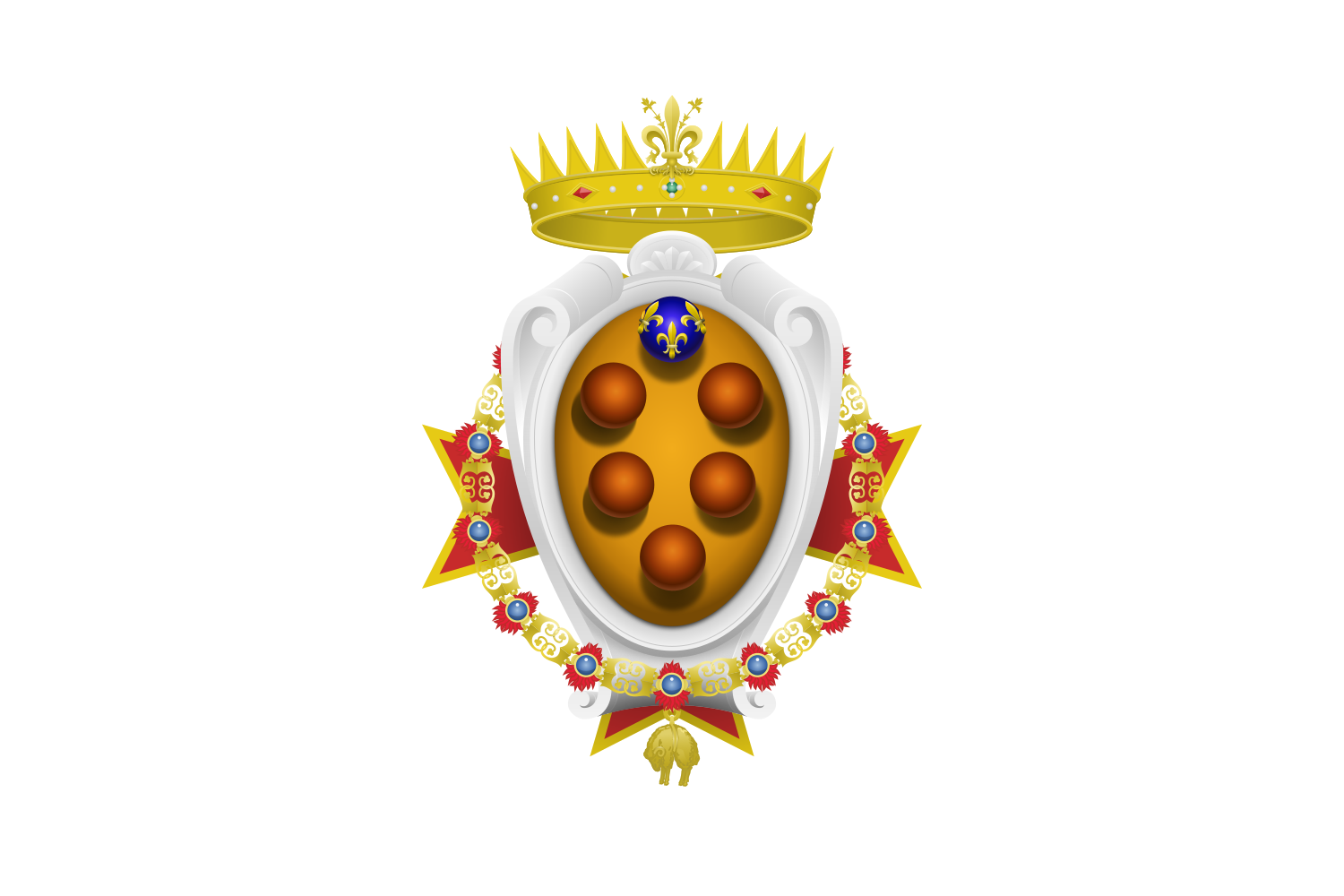

دوقية كبرى هي أراضي يقودها حاكم ملكي، إما دوق أكبر أو دوقة كبرى.
اليوم فإن لوكسمبورغ هي الدوقية الكبرى الوحيدة في العالم.